# Ada Yvars Bravo

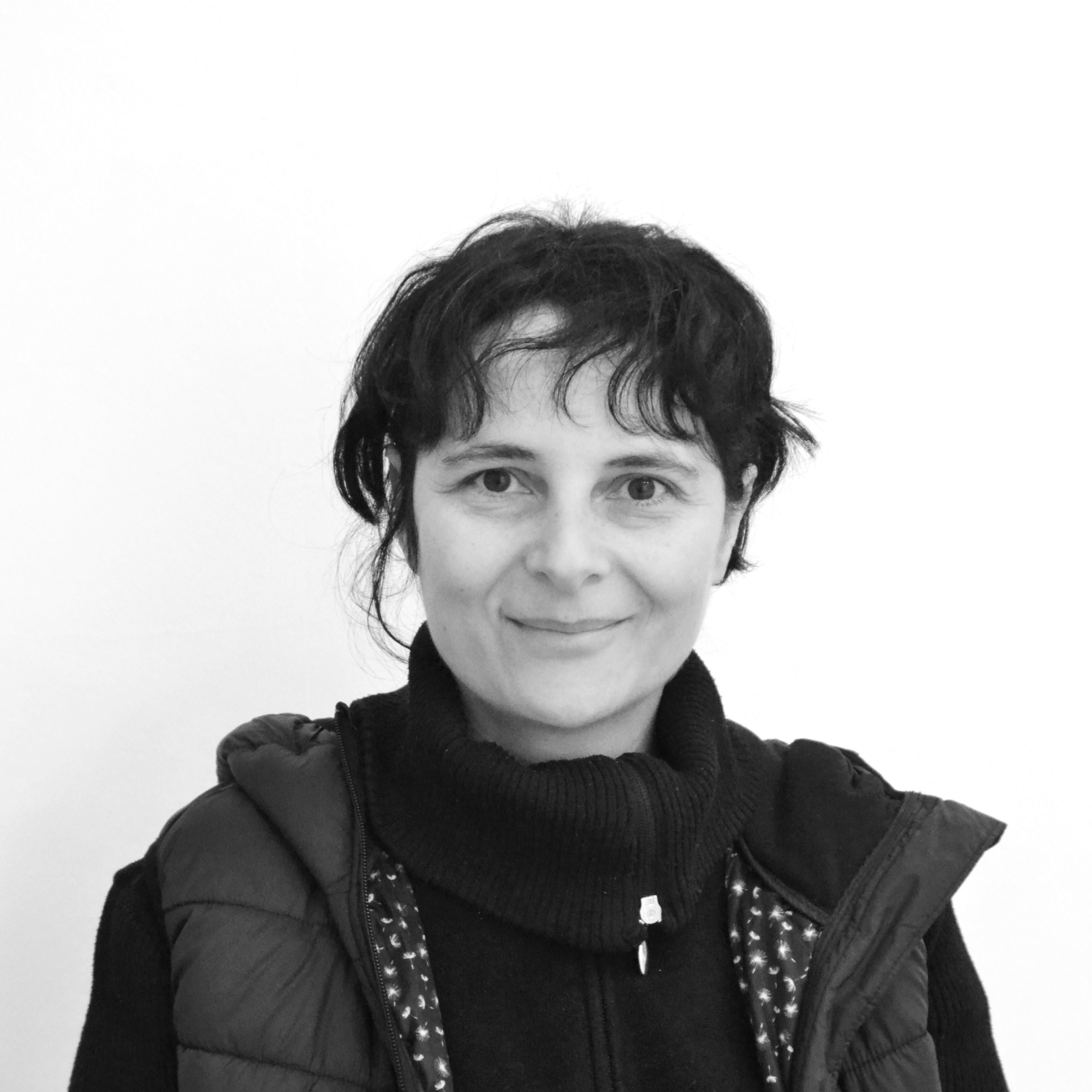
Ada Yvars Bravo

Ada Yvars Bravo (geboren im 20. Jahrhundert in Barcelona) ist eine spanische Architektin. Sie gründete mit Ali Mangera das Architekturbüro Mangera Yvars Architects in Barcelona.

## Beruflicher Werdegang

### Ausbildung und erste berufliche Schritte
Yvars Bravo studierte an der Escola Tècnica Superior d’Arquitectura in Barcelona (ETSAB). Nach dem Studium begann sie in den Architekturbüros Carlos Ferrater Arquitectos und Josep Lluís Mateo Arquitectura in Barcelona berufliche Erfahrungen zu sammeln. Später zog sie nach London und arbeitete bei Florian Beigel Architects, bei Pierre D’Avoine Architects und bei David Chipperfield Architects. Bei David Chipperfield Architects war sie verantwortlich für die Projekte The Francis Bacon Studio in London, The MACLA office building in Barcelona and The Rothschild’s House in New York.

### Mangera Yvars Architects (MYAA)

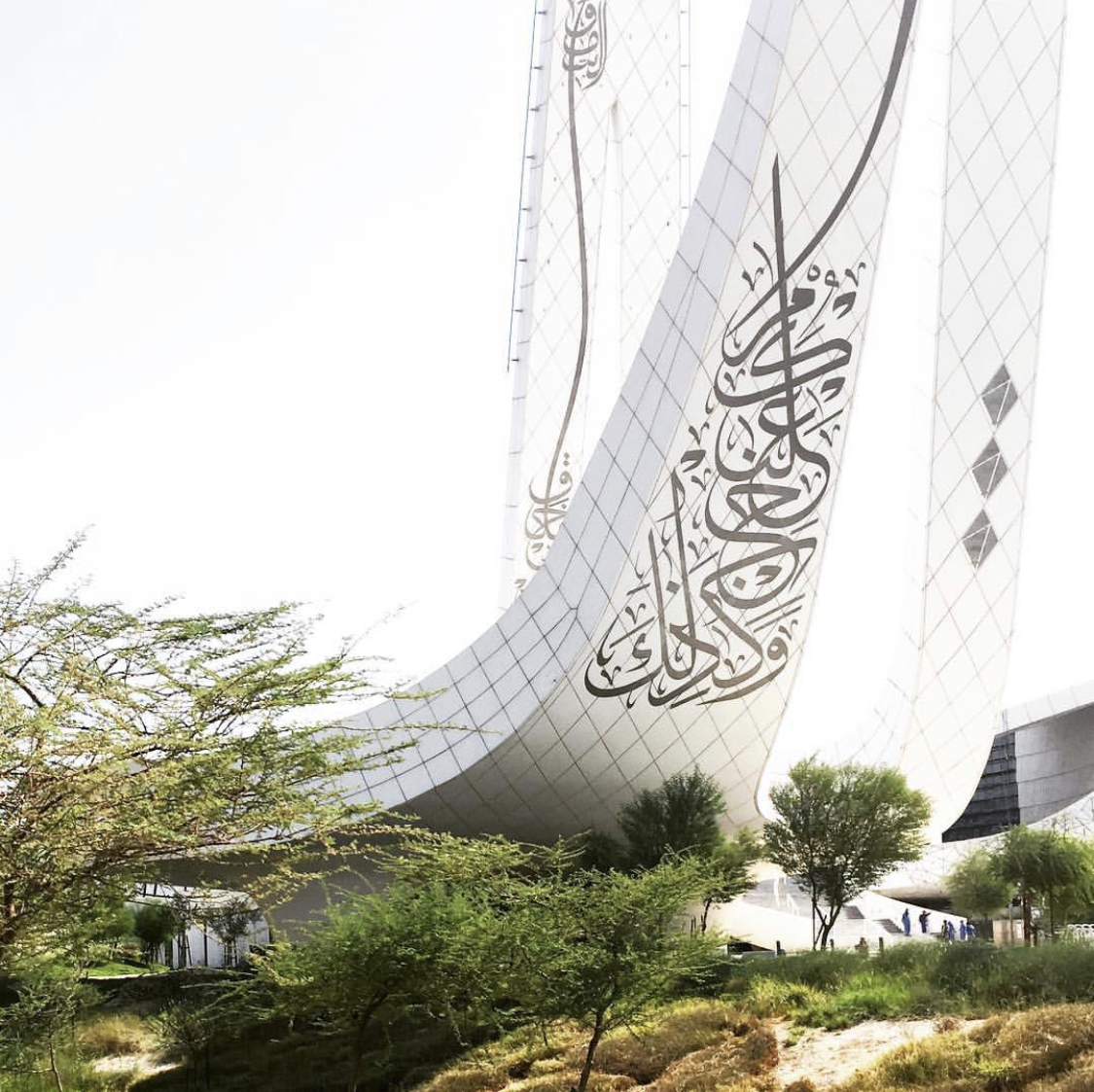
Qatar Faculty of Islamic Studies, Doha, Katar 2015

Msheireb Doha, Katar 2019

2007 gründete Ada Yvars Bravo mit Ali Mangera das Architekturbüro Mangera Yvars Architects (MYAA). Das Architekturbüro nimmt an Wettbewerben zu Gebäuden, Innenausstattung, Landschaftsgestaltung und Masterplanung teil. Es operiert von den Niederlassungen in Barcelona und London aus.
Yvars Bravo selbst leitete Schlüsselpakete für die Fakultät für Islamische Studien in Doha, für Msheireb Downtown Doha, das Wohnviertel Mayasem in Jeddah, KAND Smart City und den Eco Tower in Kalkutta, Indien. Sie arbeitete auch an The Gateway Gallery Madagascar sowie an einer Gartenbauschule in Rabat mit. Yvars Bravo entwickelte für die FIFA Fußball-Weltmeisterschaft 2022 in Katar die Konzepte für drei Stadien, darunter das 86.000 Zuschauer fassende Lusail Iconic Stadium. MYAA waren bei diesem Projekt für die Innenarchitekturpakete verantwortlich.
In London war Yvars Bravo für den Pavillon The Avondale Amenity im Avondale Park verantwortlich.
Derzeit arbeitet Yvars Bravo vor allem in der Leitung des Berechnungs- und Fertigungsteam von MYAA an der Fertigstellung der Kathedrale Sagrada Família. MYAA ist in Zusammenarbeit mit der Sagrada Familia Foundation für den nördlichen Teil, die Geburtsfassade, und die Maria-Himmelfahrts-Kapelle mit Kreuzgang zuständig. Sie werden dabei Gaudis Skizzen weitgehend berücksichtigen.

## Preise und Anerkennungen
Yvars Bravo stand 2017 im Rahmen der Women in Architecture Awards auf der Shortlist für die Vergabe des Moira-Gemmill-Preises für den Entwurf der Qatar Faculty of Islamic Studies (QFIS), die als außergewöhnliches Gebäude mit großer sozialer Wirkung bezeichnet wurde.
2017 war Yvars Bravo Mitglied der Jury, die ein Designteam für einen neuen Ross Bandstand, einen in einem Park gelegenen Musikpavillon, in Edinburgh aussuchte.
Yvars Bravo war Jurymitglied bei verschiedenen Preisen, darunter beim World Architecture Festival (WAF) 2022 und für das Architects’ Journal (AJ) 2022.

## Projekte
Die Projekte sind nach dem Jahr der Fertigstellung sortiert. Im Folgenden sind Projekte gelistet, bei denen Ada Yvars Bravo eine führende Position innehatte. Eine Auflistung weiterer fertiggestellter Projekte von Mangera Yvars Architects ist dort zu finden.
- 2005: Villa Valldoreix Barcelona, Spanien.[12][13]
- 2012: Avondale Park Amenity Building in Nottinghill, London.[14][15][16]
- 2015: Qatar Faculty of Islamic Studies (QFIS) in Doha, Katar.[17][18]
- 2019: Masterplan und Realisierung für das Doha City Centre Phase 3 (Msheireb) in Doha, Katar. Er beinhaltet eine Moschee, Apartmenthäuser und ein 5-Sterne-Hotel. Für Planung und Durchführung arbeiteten zahlreiche Architekturbüros nach einem Konzept des Architekturbüros Allies und Morrison zusammen. 2012 für den besten Masterplan nominiert.[19][20] Stellvertretend bekamen die Architekturbüros Allies und Morrison und Arup & AECOM für den gesamten Masterplan die RIBA International Awards for Excellence 2021.[21]
- Gateway Gallery, ein Geschäfts- und Wohnhaus in Antananarivo, Madagaskar.[22][23]
- 2022: Innenausstattung des VIP-Bereiches im Lusail Iconic Stadium in Doha, Katar.[24]
- Horticultural School (Gartenbauschule) in Oulja Salé, Marokko.[25]
- National Museum Above Station in Doha, Katar.[26]
- Eco Tower Corporation, Firmensitz in Kalkutta, Indien.[27]
- KAND Smart Eco City in Jazan, Saudi-Arabien.[28]
- Masterplan für den North Jeddah District Mayasem in Saudi-Arabien, mehrstöckige Luxusresidenzen auf einer Fläche von 220.000 m². Das Projekt befindet sich derzeit im Bau.[29][30]

## Privates
Ada Yvars Bravo und Ali Mangera adoptierten 2012 ein fünfjähriges Kind aus Madagaskar. Daher beschlossen sie, auch Projekte in Antananarivo (Madagaskar) zu übernehmen.